# Pestalotia torrendii
Pestalotia torrendii är en svampart som beskrevs av J.V. Almeida & Sousa da Câmara 1905. Pestalotia torrendii ingår i släktet Pestalotia och familjen Amphisphaeriaceae.   Inga underarter finns listade i Catalogue of Life.